# Populonia

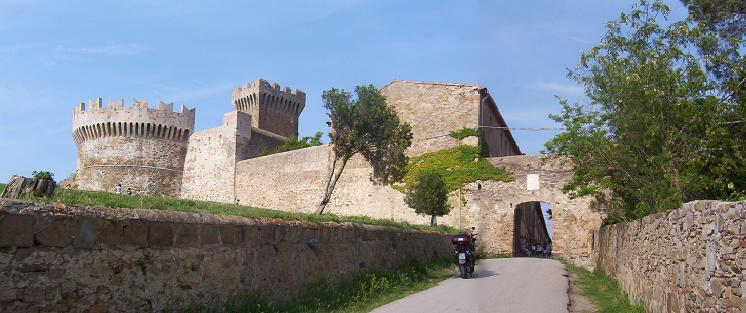
Populonia moderna.

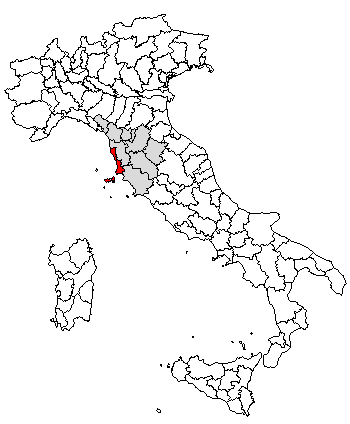
Ubicación de la provincia de Livorno.

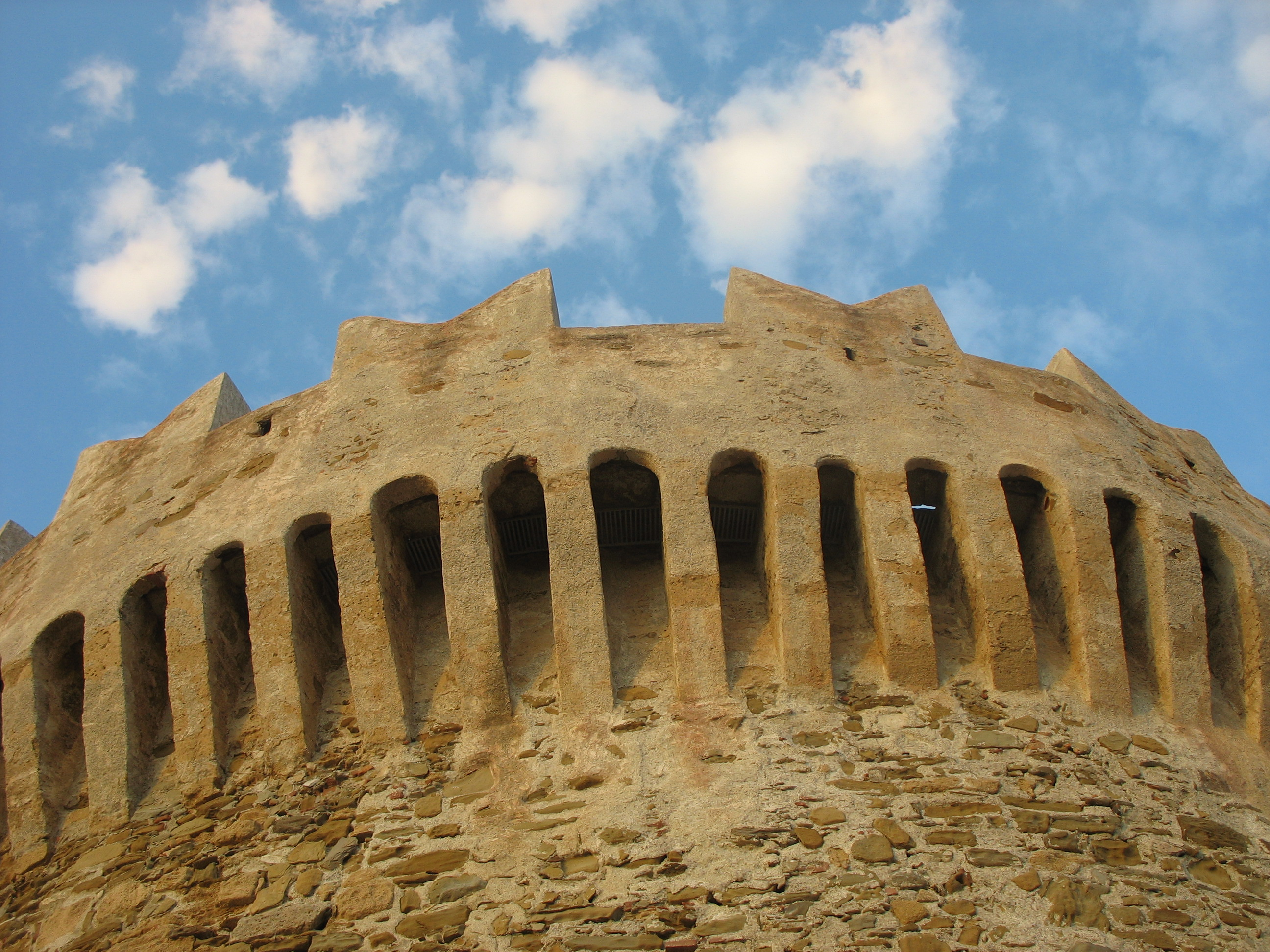
Fortaleza de Populonia (detalle).

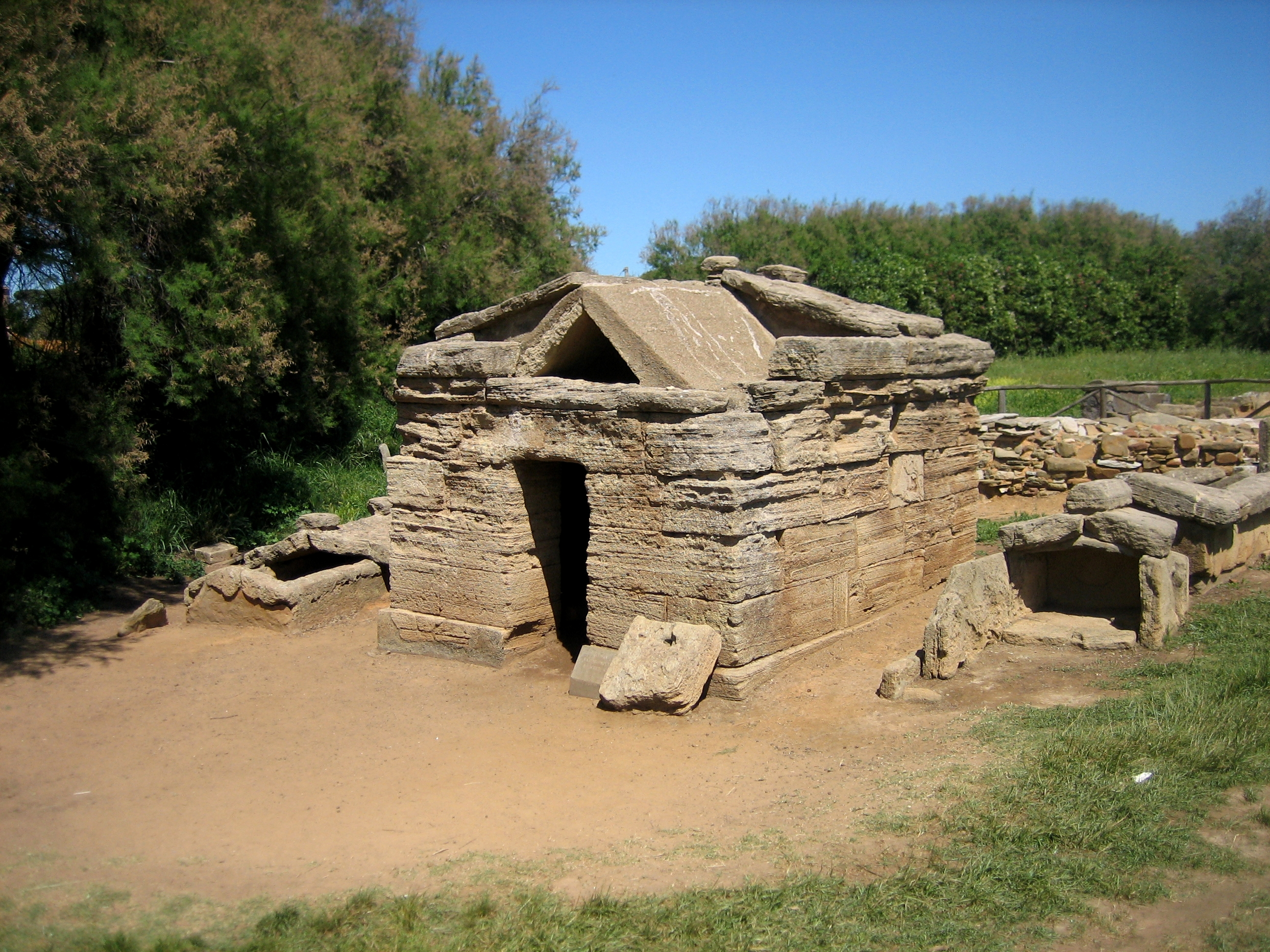
La necrópolis de Populonia.

Populonia (En latín: Populonium, en etrusco: Pupluna o Fufluna) es una frazione del municipio de Piombino (Toscana, Italia). Destaca especialmente por sus restos etruscos, incluyendo una de las principales necrópolis de Italia. Se encuentra en la parte norte del Monte Massoncello, al norte de Piombino.
Aparte de los lugares etruscos, tiene una voluminosa fortaleza construida en el siglo XV por el señor Appiani de Piombino, con piedras tomadas de los restos etruscos.

## Antigua Populonia
Populonia fue un antiguo puerto de mar de Etruria, originariamente conectado con Volterra pero más tarde se volvió un centro minero y marinero independiente. La bahía, sin embargo, siguió teniendo alguna importancia, y el lugar era aún una sede episcopal en el siglo VI. La ciudad fue destruida en el año 570 por los lombardos. Los pocos supervivientes, guiados por el obispo San Cerbo, huyeron a Elba. 

## Descripción
El lugar, casi la única ciudad etrusca construida directamente en la costa, se situó en una colina actualmente coronada por un conspicuo castillo medieval y la ciudad moderna.
Restos considerables de las murallas ciudadanas, de bloques rectangulares grandes e irregulares (la forma es la que resulta del corte natural de la arenisca esquistosa), aún existe, cerrando un circuito de alrededor de dos kilómetros y medio. Los restos que quedan dentro de ellos son totalmente romanos: una serie de subestructuras abovedadas, un depósito de agua y un mosaico con representaciones de peces. Estrabón menciona la existencia aquí de una torre vigía para los bancos de atunes. Hay algunas tumbas en el exterior de la ciudad, algunas de las cuales, procedentes del periodo vilanoviano (siglo IX a. C.) hasta mediados del siglo III a. C., fueron exploradas en 1908. En una, una gran tumba circular, se encontraron tres lechos sepulcrales de piedra, tallados imitando madera, y una fina estatuilla en bronce de Áyax suicidándose. Cerca se encontró una collera con catorce campanillas de bronce.
También se han descubierto los restos de un templo, devastado en la antigüedad (posiblemente por Dionisio de Siracusa en el año 384 a. C., con fragmentos de vasos áticos del siglo V a. C., que servían como exvotos. Se han descubierto igualmente monedas de la ciudad, en plata y cobre. Las minas de hierro de Elba, y las de estaño y cobre de tierra firme, eran propiedad del pueblo de Populonia, quien fundía los metales; a unos diez kilómetros al este había un centro de aguas termales (Aquae Populaniae) en la carretera principal —Via Aurelia— a lo largo de la costa. En este punto salía un desvío hacia Saena (Siena). Según Virgilio la ciudad envió un contingente en ayuda de Eneas, y proporcionó hierro a Escipión el Africano en 205 a. C. Ofreció considerable resistencia a Sila, quien la tomó después de asediarla; y de esta fecha data su declive, que Estrabón, que la describe bien (v. 2, 6, p. 223), considera que ya estaba comenzando, mientras que cuatro siglos más tarde, Rutilio Claudio Namaciano la encuentra en ruinas.